# Clube Esportivo Juventude
O Clube Esportivo Juventude conhecido como Juventude de Estância é um clube brasileiro de futebol, sediado na cidade de Estância, interior do estado de Sergipe, foi fundado em 19 de setembro de 2001 para a disputa de competições de futebol e futsal. Sua maior conquista é o Sergipano feminino de 2024.

## História

### Ascensão e participação em competições nacionais (2024–presente)
A boa campanha no Campeonato Sergipano Feminino de 2024 onde se sagrou campeã, rendeu ao Juventude o direito de participar pela primeira vez da Copa do Brasil na edição de 2025, considerada pelos crônistas a melhor partida da história de clube sergipano na competição. Na Fase Preliminar enfrentou o Paraíso do Tocantins, após um empate por 0–0 e 4–3 nos pênaltis, na Primeira Fase o tricolor do piauitinga, enfrenta o tradicional clube amazonense Tarumã, vencendo o jogo por 2 a 1 no Estádio Carlos Zamith no Amazonas. No entanto, na Segunda Fase o Juventude jogando na Arena Batistão sofreu uma derrota pelo placar de 4–2 para o Fortaleza onde custou a eliminação da equipe

## Títulos
Campeão Invicto

### Futebol Feminino
| ESTADUAIS | ESTADUAIS            | ESTADUAIS | ESTADUAIS  |
|           | Competição           | Títulos   | Temporadas |
| --------- | -------------------- | --------- | ---------- |
|           | Campeonato Sergipano | 1         | 2024       |

## Temporadas

### Participações
|  | Participações em 2025 |

| Competição | Competição             | Temporadas | Melhor campanha     | Estreia | Última | P | R |
| Sergipe    | Sergipano Feminino     | 1          | Campeão (1 vez)     | 2024    | 2025   |   | – |
| Brasil     | Copa do Brasil         | 1          | Segunda Fase (2025) | 2025    | 2025   | – | – |
| Brasil     | Brasileiro Feminino A3 | 1          | 14º colocado (2025) | 2025    | 2025   | – | – |

### Últimas dez temporadas
Legenda:
| Campeão. Vice-campeão. Eliminado na semifinal. | Rebaixado à divisão inferior. Campeão e promovido à divisão superior. Promovido à divisão superior. |

### Campanhas em competições nacionais
- Copa do Brasil de Futebol Feminino: Segunda Fase no (Copa do Brasil de 2025[7])
- Campeonato Brasileiro de Futebol Feminino - Série A3: 14º no (Brasileiro A3 de 2025[8])

### Retrospecto em competições nacionais
Última atualização: Série A3 de 2025.
| Competição | Competição     | Temporadas | Títulos | Pts. | J | V | E | D | GP | GC |
| ---------- | -------------- | ---------- | ------- | ---- | - | - | - | - | -- | -- |
| Brasil     | Copa do Brasil | 1          | –       | 4    | 3 | 1 | 1 | 1 | 4  | 5  |
| Brasil     | Série A3       | 1          | –       | 6    | 5 | 1 | 3 | 1 | 9  | 9  |

Pts Pontos obtidos, J Jogos, V Vitórias, E Empates, D Derrotas, GP Gols Pró e GC Gols Contra